# HD 114113
HD 114113，又名BD-08 3491，SAO 139175、HR 4957，是一颗恒星，视星等为5.55，位于銀經310.07，銀緯53.65，其B1900.0坐标为赤經13h 3m 19.5s，赤緯-8° 53.65′ 55″。